# Јоан Џуру
Данон Исуф Јоан Џуру Гбаџере (фр. Danon Issouf Johannes Djourou Gbadjere; 18. јануар 1987) бивши је швајцарски фудбалер који је играо у одбрани.

## Клупска каријера
Џуру је рођен у граду Абиџану, али га је касније усвојила прва жена његовог оца, која је је била Швајцаркиња. Са 11 година је почео да игра у омладинској екипи клуба Етоал Каруж, да би 2003. године провео неко време у Арсеналу за који је касније играо на професионалном нивоу.
За Арсенал је дебитовао у 27. октобра 2004. године у Лига купу против Манчестер Ситија. У Премијер лиги је дебитовао следеће сезоне и то у убедљивој победи Арсенала над Милдсбром од 7:0. Највише наступа је забележио у сезони 2010/11. када је играо на 37 утакмица у свим такмичењима, а тада је дао и свој први и једини гол за Арсенал и то у чувеној утакмици против Њукасла.
Џуру је напустио Арсенал јер му је селектор Швајцарске Отмар Хицфелд рекао да мора да промени клуб како би могао да наступа за репрезентацију. Уследиле су позајмице Хановеру и Хамбургеру. Касније је са Хамбургером потписао уговор за стално.
Касније је Џуру играо још за Анталијаспор, СПАЛ, Сион, Нешател Ксамакс и Нордшеланд.